# Massif d'Aloña

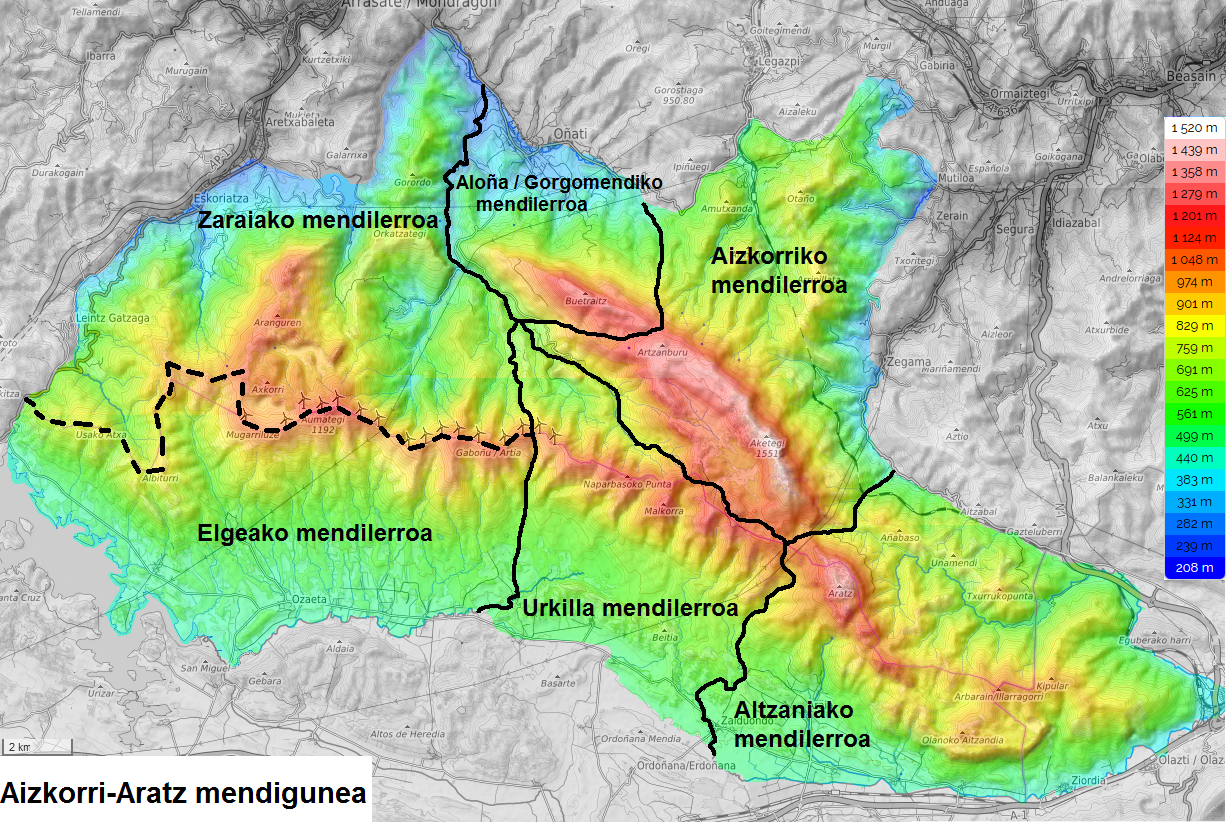
Massif de Gorgomendi dans le massif d'Aizkorri-Aratz.

Le massif d'Aloña,  ou de Gorgomendi, se situe dans la province du Guipuscoa, dans les Montagnes basques.
Ses sommets principaux sont Buetraitz (1 320 m) et Gorgomendi (1 244 m) dont le massif prend le nom.

## Sommets
- Buetraitz, 1 320 m 42° 59′ 40″ nord, 2° 23′ 32″ ouest
- Arkaitz, 1 312 m 42° 59′ 30″ nord, 2° 23′ 09″ ouest
- Kurtzezar, 1 287 m 42° 59′ 46″ nord, 2° 23′ 43″ ouest
- Biozkorna, 1 274 m 42° 59′ 12″ nord, 2° 22′ 23″ ouest
- Urrabiatza, 1 265 m 42° 59′ 25″ nord, 2° 22′ 55″ ouest
- Gorgomendi, 1 244 m 42° 59′ 54″ nord, 2° 24′ 01″ ouest
- Tellakaskueta, 1 179 m 42° 58′ 50″ nord, 2° 22′ 47″ ouest
- Belar, 897 m 43° 00′ 17″ nord, 2° 25′ 20″ ouest